# Монивидовичи

Герб «Лелива»

Мониви́довичи, Мониви́ды — литовский шляхетский род герба «Лелива».
Основателем рода был литовский боярин Войтех Монивид (ум. ок. 1422) — наместник виленский, а с 1413 года — воевода. Монивид был сторонником Витовта и возвысился благодаря его покровительству и подаренным им землям. Сын Монивида Ивашка (ум. 1458) расширил владения отца за счёт пожалований великого князя Казимира и приобретения Мира, доставшегося ему после смерти двоюродного брата Петра Сеньки Гедигольдовича.
Последним представителем рода был сын Ивана Войтех. После его смерти в 1475 году обширные владения Монивидовичей были разделены между его сёстрами: Ядвигой (женой Олехны Судимонтовича) и Софьей (женой Николая Радзивилловича).
От Монивида вели своё происхождение Олехновичи, Дорогостайские и Заберезинские, а также, возможно, Вяжевичи и Глебовичи (оба рода считали себя потомками Вяжа, родича Монивида). Подчёркивая своё происхождение, представители этих родов иногда к собственным фамилиям добавляли придомок Монвид. По всей видимости, по пути адопции в род Монивидовичей вошёл известный с 1434 года боярин кременецкий и киевский Каленик Мышкевич (сын Мышки), родоначальник Тышкевичей (вероятно, акт об адопции был проведён в 1437 году кременецким наместником Ивашкой Монивидовичем).